# Palmariales
Ordre
L'ordre des Palmariales est un ordre d'algues rouges de la sous-classe des Nemaliophycidae, dans la classe des Florideophyceae. 

## Liste des familles
Selon AlgaeBase (1 août 2012) et World Register of Marine Species (1 août 2012) :
- famille des Meiodiscaceae S.L.Clayden & G.W.Saunders
- famille des Palmariaceae Guiry
- famille des Rhodophysemataceae G.W.Saunders & J.L.McLachlan
- famille des Rhodothamniellaceae G.W.Saunders

Selon Catalogue of Life (1 août 2012) :
- famille des Palmariaceae
- famille des Rhodophysemataceae
- famille des Rhodothamniellaceae

Selon NCBI (1 août 2012) :
- famille des Meiodiscaceae
  - genre Meiodiscus
  - genre Rubrointrusa
- famille des Palmariaceae
  - genre Devaleraea
  - genre Halosaccion
  - genre Palmaria
- famille des Rhodophysemataceae
  - genre Rhodonematella
  - genre Rhodophysema
- famille des Rhodothamniellaceae
  - genre Camontagnea
  - genre Rhodothamniella